# Centre des congrès d'Helsinki
Le Centre des congrès d'Helsinki (en finnois : Helsingin Messukeskus, suédois : Helsingfors Mässcentrum) est le plus grand Palais des congrès de Finlande. 

## Description

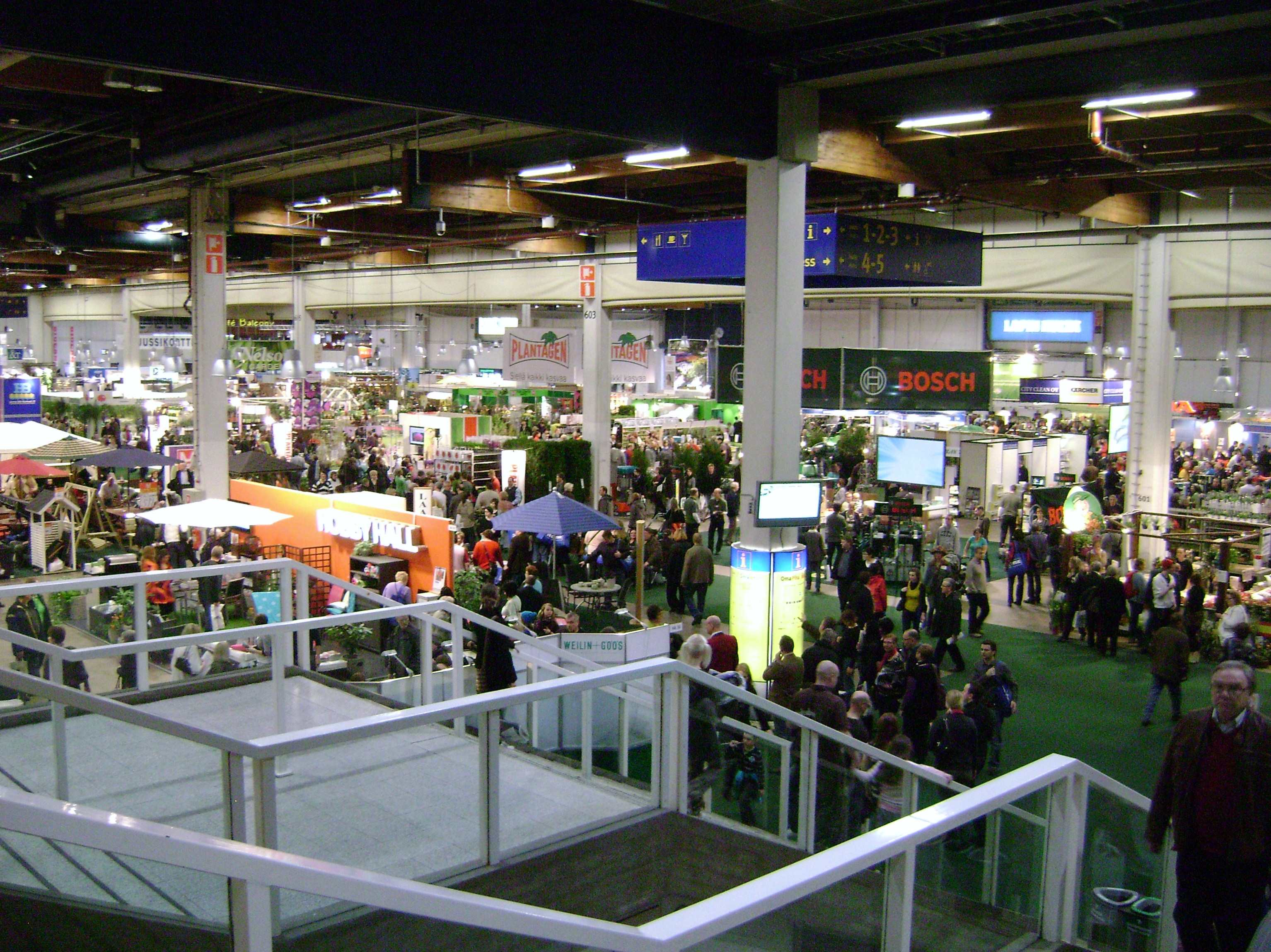
Le Hall 6 du centre des congrès.

Il est situé dans la capitale Helsinki dans le quartier de Pasila, à proximité de la Gare ferroviaire de Pasila.  
Le centre organise environ 70 évènements par an et accueille plus d'un million de visiteurs par an.